# Roseville (Minnesota)
Roseville és una població dels Estats Units a l'estat de Minnesota. Segons el cens del 2000 tenia 33.690 habitants.

## Demografia
Segons el cens del 2000, Roseville tenia 33.690 habitants, 14.598 habitatges, i 8.598 famílies. La densitat de població era de 982,5 habitants per km².
Dels 14.598 habitatges en un 22,2% hi vivien nens de menys de 18 anys, en un 49,2% hi vivien parelles casades, en un 7,2% dones solteres, i en un 41,1% no eren unitats familiars. En el 33,6% dels habitatges hi vivien persones soles el 13,9% de les quals corresponia a persones de 65 anys o més que vivien soles. El nombre mitjà de persones vivint en cada habitatge era de 2,2 i el nombre mitjà de persones que vivien en cada família era de 2,82.
Per edats la població es repartia de la següent manera: un 18,2% tenia menys de 18 anys, un 11,1% entre 18 i 24, un 26,8% entre 25 i 44, un 23,6% de 45 a 60 i un 20,3% 65 anys o més.
L'edat mediana era de 41 anys. Per cada 100 dones de 18 o més anys hi havia 84,1 homes.
La renda mediana per habitatge era de 51.056 $ i la renda mediana per família de 65.861 $. Els homes tenien una renda mediana de 41.765 $ mentre que les dones 32.389 $. La renda per capita de la població era de 27.755 $. Entorn del 2,6% de les famílies i el 4,2% de la població estaven per davall del llindar de pobresa.

## Poblacions més properes
El següent diagrama mostra les poblacions més properes.